# Финал Кубка Англии по футболу 1884
Финал Кубка Англии по футболу 1884 (англ. 1884 FA Cup Final) — футбольный матч, завершавший розыгрыш Кубка Англии сезона 1883/84 и прошедший 29 марта 1884 года на лондонском стадионе «Кеннингтон Овал». В нём встретились английский клуб «Блэкберн Роверс» и шотландский клуб «Куинз Парк». Этот матч стал 13-м финалом Кубка Англии (известного также как «Переходящий кубок Футбольной ассоциации» (англ. the Football Association Challenge Cup)), старейшего в мире футбольного турнира. В 1884 году «Куинз Парк» стал первой шотландской командой, дошедшей до финала Кубка Англии, при этом по пути к финалу победив обладателя трофея прошлого сезона, «Блэкберн Олимпик».
На обоих финалистов Кубка Англии 1884 года были поданы жалобы со стороны команд, проигравших в шаге от финала, но они были отвергнуты Футбольной ассоциацией. К тому времени «Куинз Парк» выиграл Кубок Шотландии в результате отказа клуба «Вейл оф Левен» играть в финале. Перед матчем на «Кеннингтон Овал» были построены дополнительные трибуны, поскольку основные трибуны были заняты членами и болельщиками крикетного клуба «Сарри Каунти». Это оправдало себя, поскольку на этом матче присутствовало 10—12 тысяч зрителей, что стало рекордом посещаемости футбольных матчей для Лондона.
Несмотря на то, что «Куинз Парк» являлся предматчевым фаворитом, «Блэкберн» выиграл со счётом 2:1 благодаря голам Джимми Дугласа и Джимми Форреста; у «Куинз Парк» гол забил Роберт Кристи. Во время игры судья не засчитал гол «Блэкберна». Позже главный судья матча признался, что мяч оказался в воротах, однако игроки не сообщили ему о голе, из-за чего он (согласно правилам того времени) не был засчитан.
Год спустя те же команды встретились в следующем финале Кубка Англии.

## Путь к финалу

### «Куинз Парк»
| Раунд         | Противник        | Результат | Место               |
| ------------- | ---------------- | --------- | ------------------- |
| 1-й           | Кру Александра   | 10:0      | Кру (В)             |
| 2-й           | Манчестер        | 15:0      | Глазго (Д)          |
| 3-й           | Озуэстри Таун    | 7:1       | Озуэстри (В)        |
| 4-й           | Астон Вилла      | 6:1       | Глазго (Д)          |
| Четвертьфинал | Олд Уэстминстерс | 1:0       | Кеннингтон Овал (В) |
| Полуфинал     | Блэкберн Олимпик | 4:0       | Ноттингем (Н)       |

«Куинз Парк» был приглашен для участия в Кубке Англии сезона 1883/84 несмотря на принадлежность к Шотландской футбольной ассоциации. До этого «Куинз Парк» несколько раз играл в Кубке Англии, начиная с сезона 1871/72, но всегда снимался с турнира. Особенно удачными сезоны были розыгрыши сезонов 1871/72 и 1872/73, когда клуб доходил до полуфиналов, после чего снимался с турнира. В последующие сезоны шотландцы снимались с турнира, не сыграв ни одного матча.
Первую игру в розыгрыше Кубка Англии сезона 1883/84 «Куинз Парк» провёл 6 октября 1883 года в гостях против клуба «Кру Александра». В этом матче первого раунда, на котором присутствовало 2 тысячи зрителей, шотландцы разгромили соперника со счётом 10:0. В матче второго раунда, прошедшем 1 декабря на домашнем стадионе команды на глазах у 6 тысяч зрителей, «Куинз Парк» выиграл у клуба «Манчестер» (Manchester F.C.) со счётом 15:0. Это был первый случай, когда матч Кубка Англии проходил в Шотландии. Преимущество «Куинз Парка» над соперником было так велико, что мяч ни разу не оказался у вратаря шотландской команды.
В третьем круге шотландцы в гостях выиграли у валлийского «Озуэстри Таун» со счётом 7:1. В четвёртом круге «Куинз Парк» был сведен жеребьёвкой с «Астон Виллой», но вышло так, что этот матч должен был пройти в том же месте и в то же самое время, что и домашний матч «Куинз Парка» против «Хиберниана» в рамках Кубка Шотландии. Однако «Куинз Парк» и «Хиберниан» решили перенести матч на две недели позже. Эта ситуация вызвала интерес к матчу у жителей Бирмингема, из-за чего были организованы три специальных поезда до Глазго. 1200 бирмингемцев приехали на игру в Шотландию. Всего около 10 тысяч человек пришли на стадион и увидели, как «Куинз Парк» разгромил «Астон Виллу» со счётом 6:1. В четвертьфинале «Куинз Парк» установил свой «антирекорд» сезона по результативности, когда команда выиграла у «Олд Уэстминстерс» со счётом 1:0 на стадионе «Кеннингтон Овал» в Лондоне. В полуфинале «Куинз Парк» на нейтральном поле в Ноттингеме победил защищавший титул клуб «Блэкберн Олимпик» со счётом 4:1 и вышел в финал. Позже «Олимпик» подал протест в Футбольную ассоциацию из-за того, что зрители выбежали на поле для того, чтобы, по мнению «Блэкберна», «нарушить настрой команды на игру». Протест «Блэкберна» был отклонён.

### «Блэкберн Роверс»
| Раунд         | Противник        | Счёт | Место               |
| ------------- | ---------------- | ---- | ------------------- |
| 1-й           | Саутпорт Сентрал | 7:1  | Лемингтон-стрит (Д) |
| 2-й           | Саут Шор         | 7:0  | Блэкпул (В)         |
| 3-й           | Падиэм           | 3:0  | Лемингтон-стрит (Д) |
| 4-й           | Стейвли          | 5:1  | Лемингтон-стрит (Д) |
| Четвертьфинал | Аптон Парк       | 3:0  | Вест Хэм Парк (В)   |
| Полуфинал     | Ноттс Каунти     | 1:0  | Биримингем (Н)      |

«Блэкберн Роверс» также начал свой путь с первого раунда, где в домашней игре обыграл «Саутпорт Сентрал» со счётом 7:1. Во втором раунде «Роверс» был сведён жеребьёвкой с клубом «Саут Шор» из Блэкпула, который был разгромлен у себя дома со счётом 7:0. Далее «Блэкберн» победил в двух домашних матчах подряд: в третьем раунде у «Падиэма» 3:0, в четвёртом раунде — «Стейвли» со счётом 5:1 (на глазах у 3 тысяч зрителей).
В четвертьфинале «Роверс» опять выиграл; на этот раз — в гостях у «Аптон Парк» со счётом 3:0. В том матче, несмотря на итоговый счёт, игра была обоюдоострой, и первый тайм закончился нулевой ничьей, но «Блэкберн» одержал победу благодаря голу Джона Инглиса и «дублю» Джо Лофтхауса во втором тайме. В полуфинале, сыгранном на нейтральном поле в Бирмингеме, «Блэкберн» обыграл «Ноттс Каунти» в полуфинале со счётом 1:0. Как и «Блэкберн Олимпик», «Ноттс Каунти» подал протест в Футбольную ассоциацию. Клуб был недоволен тем, что «Роверс» заявил на матч Инглиса, игрока из Глазго, заигранного за «Рейнджерс» который, по мнению «Ноттс Каунти», был заявлен «Блэкберном» только лишь для того, чтобы улучшить свои результаты в Кубке. В свою очередь, «Блэкберн Роверс» написал письмо в Футбольную ассоциацию, в котором было сказано, что Инглис ушёл из «Рейнджерс», так как сам захотел играть за «Блэкберн Роверс». «Ноттс Каунти» добивался переигровки матча без Инглиса, но Футбольная ассоциация отвергла эту жалобу.

## Перед матчем
До финала Кубка Англии 1884 года «Куинз Парк» и «Блэкберн Роверс» встречались трижды; все три раза матчи заканчивались вничью. «Куинз Парк» считался фаворитом матча, будучи самым успешным клубом в Шотландии в то время и используя стиль игры с коротким пасом, нетипичный для Англии того времени. В этом сезоне «Куинз Парк» уже завоевал Кубок Шотландии, после того как «Вейл оф Левен» отказался играть в финале из-за болезни своих футболистов, выведшей из строя большую часть команды.
С другой стороны, многие верили, что «Блэкберн Роверс» сможет повторить прошлогодний успех клуба «Блэкберн Олимпик», которого в полуфинале этого сезона обыграл «Куинз Парк». До этого «Блэкберн Роверс» доходил до финала в 1882 году, где уступил клубу «Олд Итонианс». На протяжении недели перед матчем игроки «Блэкберн Роверс» усердно тренировались и бегали длинные кроссы. Они приехали в Лондон на поезде за день до матча; большая толпа поклонников команды пришла на вокзал поприветствовать свою любимую команду и пожелать ей удачи. Команда остановилась на ночь в Ричмонде и приехала в город днём в субботу.
Второй год подряд были организованы специальные поезда для болельщиков из Блэкберна. Однако из-за того, что фанаты «Олимпика» в прошлом году разрушали чайные по пути к стадиону, на вокзале и близ него были закрыты все бары и кафе. Дополнительные трибуны были построены на «Кеннингтон Овал», поскольку большая часть основных трибун («Газометр» (англ. Gasometer) и «Павильон» (англ. the Pavillion)) была занята членами и болельщиками крикетного клуба «Сарри Каунти», который являлся владельцем «Овала».

## Матч

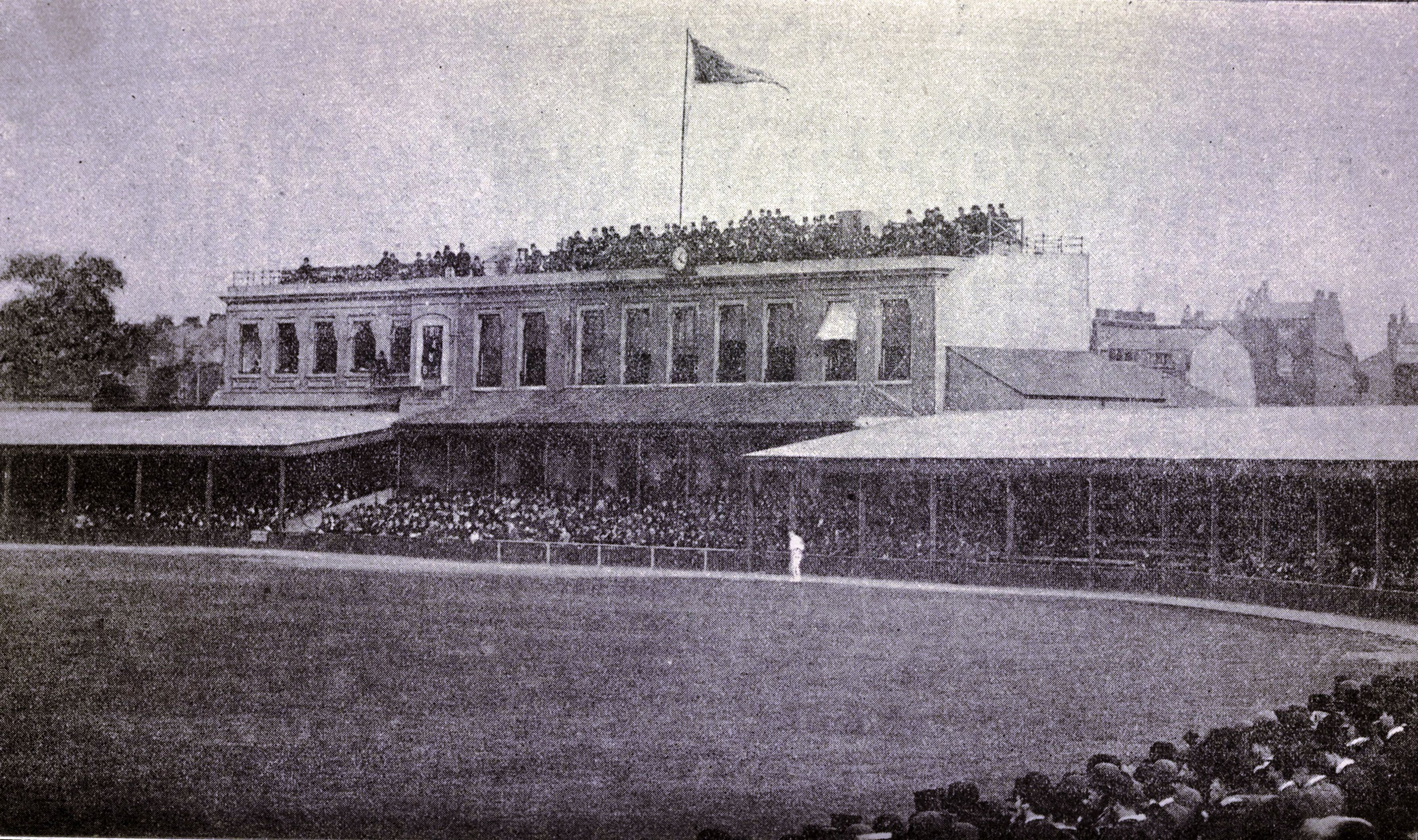
Кеннингтон Овал в 1891 году

Главным судьёй матча был майор Фрэнсис Мариндин из «Ройал Энджинирс», который в тот момент был президентом Футбольной ассоциации Англии. Его помощниками были Чарльз Вулластон из «Уондерерс» и К. Крамп из Футбольной ассоциации Бирмингема. Согласно изначальным подсчётам, на матче присутствовало от 10 до 12 тысяч зрителей, что стало рекордом по посещаемости футбольных матчей в Лондоне. Это стало неожиданностью, из-за чего малочисленный персонал стадиона не мог остановить толпу, рвущуюся на стадион мимо турникетов. Погода была «яркая и сезонная». «Куинз Парк» выиграл бросок монеты и выбрал ворота с восточной стороны. «Блэкберн Роверс» начал матч разводом мяча с центра поля, но игра очень скоро пошла под диктовку «Куинз Парка», игроки которого создали два первых опасных момента в матче. Игра Джона Инглиса и Джо Соуербуттса позволила «Роверс» вскоре перехватить преимущество, но примерно через четверть часа игры «Куинз Парк» заработал свободный удар из-за игры игрока «Блэкберна» рукой. Мяч залетел в ворота «Блэкберна», не коснувшись кого-либо из игроков, из-за чего гол не был засчитан. Через несколько минут «Роверс» заработал угловой, но не смог забить после его розыгрыша.
Вскоре «Куинз Парк» произвёл ещё одну атаку, в результате которой Роберт Кристи организовал опасный проход, но мяч сумел перехватить Джон Харгривз. На 30-й минуте игры Харгривз отдал пас на Джимми Дугласа, который и открыл счёт в матче. Вскоре игрок «Куинз Парк» сыграл рукой, тем самым дав право «Блэкберну» пробить штрафной удар. Джеймс Браун навесил с фланга в центр штрафной, откуда Джимми Форрест пробил в «девятку» ворот шотландцев, установив счёт 2:0. В ответ на эти два гола «Куинз Парк» увеличил количество атак на ворота «Блэкберна», одна из которых закончилась голом Кристи незадолго до перерыва.
В начале второго тайма «Куинз Парк» завладел инициативой и совершил ряд опасных атак. Шотландцы не могли забить «Блэкберну» благодаря сыгранности между вратарём Херби Артуром и защитником Фергусом Сутером. «Роверс» начал играть в оборонительный футбол. Вскоре шотландцы заработали угловой, но удар Джона Гоу пролетел выше ворот. Вскоре за игру рукой у игрока «Куинз Парк» был назначен штрафной, после розыгрыша которого Джеймс Браун пробил выше ворот. «Куинз Парк» продолжил создавать атаки, что не помешало «Блэкберну» организовать контратаку, завершенную ударом Брауна. Мяч пересёк линию ворот, прежде чем вратарь шотландцев Джордж Гиллеспи поймал мяч. Однако игроки «Блэкберна» не сообщили об этом судье, в результате чего гол не был засчитан. «Блэкберн Роверс» доминировал на поле в последние пять минут игры, и матч завершился со счётом 2:1; все три гола были забиты в первом тайме. Перед матчем планировалось, что медали и победный трофей будет вручать принц Леопольд, однако из-за смерти принца, произошедшей за день до финала, церемония вручения призов прошла непублично.

### Отчёт о матче
| Блэкберн Роверс    | 2:1     | Куинз Парк |
| ------------------ | ------- | ---------- |
| - Дуглас - Форрест | (отчёт) | Кристи     |

| Блэкберн Роверс | Куинз Парк |

|  |     |                   |  |
|  |     |                   |  |
|  | Вр  | Херби Артур       |  |
|  | Защ | Фергус Сутер      |  |
|  | Защ | Джоу Беверли      |  |
|  | Хав | Хью Макинтайр (к) |  |
|  | Хав | Джимми Форрест    |  |
|  | Нап | Джо Лофтхаус      |  |
|  | Нап | Джимми Дуглас     |  |
|  | Нап | Джон Харгривз     |  |
|  | Нап | Джеймс Браун      |  |
|  | Нап | Джо Сауэрбаттс    |  |
|  | Нап | Джон Инглис       |  |

|  |     |                     |  |
|  |     |                     |  |
|  | Вр  | Джордж Гиллеспи     |  |
|  | Защ | Джон Макдональд     |  |
|  | Защ | Уолтер Арнотт       |  |
|  | Хав | Чарльз Кэмпбелл (к) |  |
|  | Хав | Джон Гоу            |  |
|  | Нап | Уильям Андерсон     |  |
|  | Нап | Уильям Уотт         |  |
|  | Нап | Уильям Хэрроуэр     |  |
|  | Нап | Джон Смит           |  |
|  | Нап | Роберт Кристи       |  |
|  | Нап | Дэвид Аллан         |  |

## После матча

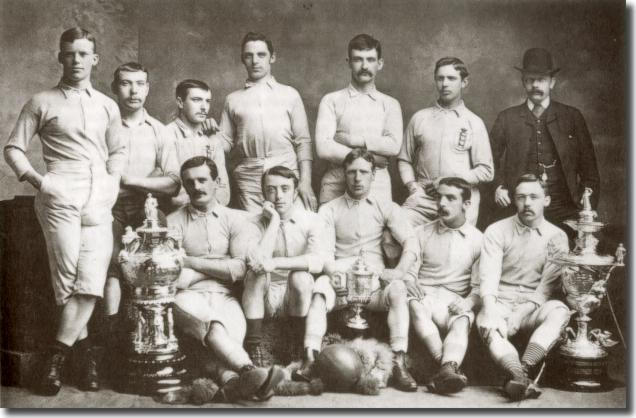
«Блэкберн Роверс» с трофеями, завоеванными в сезоне 1883/84: Кубком Восточного Ланкашира; Кубком Англии и Большим кубком Ланкашира

После матча главный арбитр Фрэнсис Мариндин признался, что мяч, возможно, пересёк линию ворот «Блэкберна», но поскольку игроки «Куинз Парк» не заявляли о взятии ворот, гол не был засчитан.
Вскоре после победы в Кубке Англии «Блэкберн Роверс» сыграл против «Блэкберн Олимпик» в финале Большого кубка Ланкашира, где «Роверс» выиграл со счётом 2:1. Трофей 1884 года положил начало гегемонии «Роверс». Команда выигрывала Кубок Англии на протяжении последующих двух сезонов: в 1885 году опять был обыгран «Куинз Парк» (2:0), а в 1886 году — «Вест Бромвич Альбион» (0:0, 2:0). Эта серия закончилась в сезоне 1886/87, когда «Роверс» играл против другой шотландской команды, «Рентона». После гостевой ничьи со счётом 2:2 была назначена переигровка, в которой «Рентон» одержал победу.
«Куинз Парк» был и остаётся единственной шотландской командой, дошедшей до финала Кубка Англии.